# 亚历山大·瓦西里耶维奇·沃罗比约夫 (1942年)
亚历山大·瓦西里耶维奇·沃罗比约夫（羅馬化：Aleksandr Vasil'yevich Vorob'yov；1942年7月24日—2023年10月31日）是俄罗斯政治人物，第一届联邦委员会议员。
1964年，沃罗比约夫毕业于沃罗涅日国立大学，获得历史和社会科学教师学位此后，他担任沃罗涅日州国家监察局局长。1994年1月至1996年1月，他担任沃罗涅日地区第一届联邦委员会议员。1994年2月起，他担任联邦委员会安全与国防委员会成员。